# Eberhard Neumann-Redlin von Meding
Eberhard Neumann-Redlin von Meding (né le 14 novembre 1941 à Dantzig) est un gynécologue, historien de Königsberg et musicien allemand.

## Biographie
Neumann-Redlin n'a jamais vu son père Konrad Neumann, décédé en 1942 et capitaine dans la SS. La famille vit à Rauschen en Sambie jusqu'en 1944. En 1944, sa mère Lieselotte Neumann-Redlin s'enfuit avec ses trois fils à Hagen près de Neustadt am Rübenberge. Diplômé de l'école Bismarck de Hanovre (de), Eberhard Neumann sert dans la Luftwaffe pendant un an et demi. À partir de 1963, il étudie la médecine à l'Université de Göttingen et à l'Université de Wurtzbourg. Titulaire d'une thèse de doctorat au département de pathologie de Wurtzbourg, il obtient un doctorat en 1969. Gynécologue-obstétricien de formation à Francfort-sur-le-Main, il occupe à partir de 1976 un poste de direction à l'Ev. Hôpital Bethel (de) à Bückeburg ; de 1998 à 2006, il est directeur médical.
De 1976 à 2004, il enseigne la contrebasse à l'école de musique des chanteurs de contes de Schaumbourg (de). Depuis 2007, il joue dans l'Orchestre symphonique de Berlin-Brandebourg, l'European Doctors Orchestra (Londres) et le World Doctors Orchestra (Berlin).
Étroitement lié à Königsberg par ses ancêtres, Neumann-Redlin gère une archive familiale du domaine de la Fondation des bourses Franz Neumann à partir de 1876. Depuis 2004, il le gère en tant que dotation de la Fondation Königsberg (de). De 2005 à 2010, il dirige un séminaire de formation d'enseignants scientifiques à Glambeck près de Joachimsthal. Il porte le nom du physicien Franz Ernst Neumann, né près de Joachimsthal en 1798. Il est reconnu par le gouvernement du Land de Brandebourg (de) et se poursuit dans l'Extavium (de) de Potsdam à partir de 2012.
Neumann-Redlin est impliqué en tant qu'auteur dans des projets de livres qui traitent de la faculté de médecine de l'Université de Königsberg, de l'Académie des arts de Königsberg  et de la Société médicale de Berlin (de). Ceux-ci incluent des biographies sur Ernst Neumann (de),, Franz Ernst Neumann, Gotthilf Hagen, Rudolph Koenig et Helene Neumann (de).
Neumann-Redlin est médecin-chef de réserve. Il a quatre enfants avec sa femme Reinhild.

## Postes honorifiques
- Secrétaire exécutif de la Société médicale de Berlin (depuis 2007)[10]
- Conservateur de la Fondation Königsberg[A 1]
- Administrateur (avec Dirk Hagen) de la Fondation Franz-Neumann à la Fondation Königsberg[11]
- Conseil d'administration Glambeck Monuments V (2007–2011) [12]
- 2e président de la Communauté communale de Königsberg (de)[A 2]

## Honneurs
- Croix de la couronne (de) de diaconie en or (1999)
- Entrée dans le Livre d'or de la ville de Duisbourg (2012), pour son travail de conservateur de la Fondation Königsberg avec son Musée de la ville de Königsberg (de) à Duisbourg[13]
- Médaille du citoyen de Königsberg (de) (2018)
- Membre honoraire de la Société médicale de Berlin (de) (mars 2020)

## Travaux
- mit F. Neumann: Helene Neumann. Ostpreußische Landschaft in Bildern, München: 1. Auflage, Stiftung Ostpreußen Hamburg 1979; Leer/ Ostfr., 2. Auflage, Rautenberg Verlag 1987.  (ISBN 978-3-7921-0353-1).
- mit Rudolf Fritsch und Tatjana Schenck: Franz Ernst Neumann (1798–1895): Zum 200. Geburtstag des Mathematikers, Physikers und Kristallographen. LMU München 2005.  (ISBN 978-3-922480-17-4)
- mit Hella Conrad: Ärzte unter dem Hakenkreuz – die Berliner Medizinische Gesellschaft im Nationalsozialismus. Berlin 2013.  (ISBN 978-3-89773-718-1).

### Éditions
- Vor hundert Jahren: Über die Bedeutung des Knochenmarks für die Blutbildung. Deutsches Ärzteblatt (de), Jg. 65, Heft 41 (1968), S. 2253–2254.
- mit W. Buttmann: Kaiserschnitt und perinatale Mortalität an einem Kleinstadt-Krankenhaus. Geburtshilfe und Frauenheilkunde 33 (1973), S. 882–885.
- mit W. Horstschäfer: Ein seltener Fall von Cancer en cuirasse bei einem 24 Jahre unbehandelten Mammakarzinom. Zentralblatt für Gynäkologie 97 (1975), S. 568–572.
- Grundstein der modernen Andrologie. Zur Erforschung von Sertolizellen und Samenkanälchen. Sexualmedizin 12 (1976), S. 891–894.
- Ärztlicher Schutz von Kindern und Jugendlichen vor Misshandlung und Vernachlässigung. Berlin Medical 4. Jg., Nr. 2 (2007), S. 17–19.
- mit J. Spranger und W. Zidek: Das Metabolische Syndrom. Berlin Medical 4. Jg., Nr. 4 (2007), S. 16–19.
- Nano-Krebs-Therapie. Meilenstein oder Irrweg der Therapie des lokalen Malignoms. Berlin Medical Jg. 5, Nr. 4 (2008), S. 10–13.
- Der Einsatz von molekularmedizinischen Medikamenten spart Krankheitskosten. Berlin Medical 6. Jg., Nr. 1 (2009), S. 34–36.

### Contributions à l'histoire de la médecine
- Internationaler Kongreß in Kaliningrad anläßlich der Gründung der Albertus-Universität in Königsberg. Der Frauenarzt 36 (1995), S. 181–183.
- mit J. von Meding: Karl Gottfried Hagen und die wissenschaftliche Pharmazie an der Albertus-Universität in Königsberg/Preußen. Geschichte der Pharmazie, DAZ-Beilage 51 (1999), S. 53–59.
- Vor 150 Jahren: Die Beschreibung der Retroperitonealfibrose am Krankheitsbild F. W. Bessels. Der Urologe 36 (1996), S. 378–382.
- Immanuel Kant und der Naturwissenschaftler Karl Gottfried Hagen. Jahrbuch Preußenland 42 (2004), S. 40–57.
- 150 Jahre Berliner Medizinische Gesellschaft. Wissenschaftliche Information auf hohem Niveau. Deutsches Ärzteblatt J. 108, H. 1/2 (2011), S. C37
- Königsberg und Berlin: Universitätskliniken der Ophthalmologie im 19. Jahrhundert. Jahrbuch Preußenland 5 (2014), S. 123–146.

### Lettres des citoyens de Königsberg
- Helene Neumann (de) (1874–1941), Malerin aus Königsberg. Ausstellungen ihrer Werke in Kaliningrad und Duisburg. 44 (1995), S. 31–33.
- Flucht, Vertreibung, Deportation. Bericht über Gedenkstunde Paulskirche Frankfurt am Main am 28.5.1995. 44 (1995), S. 61–62.
- First International Ernst Neumann Award. Ausstellung in Düsseldorf, International Society of Experimental Hematology. 45 (1995), S. 64–66.
- F. W. Bessel im Kreise der Königsberger Naturwissenschaftler. Festrede und Vortrag 17. März und 20. Juni 1996 zum 150. Todestag Friedrich Wilhelm Bessels. 47 (1996), S. 40–45 (Minden und Kaliningrad)
- Adoptionsmöglichkeit deutscher Kinder von russischen Familien 1945–1948. Bericht über Dissertation. H. Pfeiler-Breitenmoser Philosophische Fakultät Univ. Hamburg. 47 (1996), S. 72–73.
- Hermann Helmholtz in Königsberg. Zum 175. Geburtstag des Anatomen, Physiologen und Physikers. 47 (1996), S. 37–39.
- Ernst August Hagen. Zum 200.Geburtstag des ersten preußischen Professors für Kunstgeschichte. 48 (1997), S. 56–59.
- Franz Neumann (1798–1895). Zum 200. Geburtstag des Königsberger Physikers und Mineralogen. 51 (1998), S. 40–45.
- Universitätsfeier mit Enthüllung des Franz Neumann-Reliefs im Universitätsgebäude am 25./26.9.1998, Ansprache. 51 (1998), S. 66–67.
- 250 Jahre: Karl-Gottfried Hagen. Ausstellung im Museum Stadt Königsberg zum 250. Geburtstag. Abdruck des Vortrags. 53 (1999), S. 86–90.
- Denkmal für einen großen Brandenburger. Enthüllung eines Denkmales in Mellin/Glambeck, dem Geburtsort Franz Neumanns. 51 (1999), S. 67–68:
- Helene Neumann Ausstellung Brachert Museum Ostradnoije. Ansprache 6.6.99 im Museum. 53 (1999), S. 68–69.
- Karl Gottfried Hagen (1749–1829), der letzte Universalgelehrte der Universität Königsberg (Pr.). Betrachtung zu einer Ausstellung im Museum Stadt Königsberg in Duisburg. Duisburger Journal 1 (2000), S. 11.
- Amerikanisch-russische Hommage an Königsberg. Konzertreihe zur EXPO 2000 zum Wiederaufbau des Königsberger Doms. 55 (2000), S. 64–66.
- Nachruf Prof. Kasimir Lawrynowicz (de) (21.3.1941–21.2.2002). 58 (2002), S. 68–69.
- Hermann Goetz (7.12.1840–3.12.1876). 58 (2002), S. 34–35.
- Ernst August Hagen und die Begründung der Alterthumsgesellschaft Prussia, in: Zur Kulturgeschichte Ost- und Westpreußens. Prussia Gesellschaft für Heimatkunde Ost- und Westpreußens, Husum 2003.
- Gustav Robert Kirchhoff. Russische Biographie von Prof. V. Bogomolov, Kaliningrad-Königsberg. 60 (2003), S. 59–60.
- Franz-Neumann-Stipendium Stiftung gegr. 1876. Universität Königsberg errichtet 1834 ein „Mathematisch-physikalisches Seminar Franz Neumann“. 63 (2003), S. 30–31.
- Zum 60. Todestag des Wahl-Königsbergers Kurt Losch (de) – Ausstellung in Berlin vom 4.5.–31.5.2004. 62 (2004), S. 30.
- Zum Verbleib der archäologischen Funde des legendären Prussia-Museums. Eine Standortbestimmung aus Anlass der 750-Jahrfeier der Stadt Königsberg. 64 (2005), S. 44–45.
- Ernst August Hagen und die Kunstakademie. Zum 160. Jubiläum der Eröffnung der Akademie im Jahre 1845. 64 (2005), S. 42–43.
- Königsberg – „Mekka“ der Naturwissenschaften. 64, (2005), S. 66–68.
- Das Königsberger Seminar (1834) dient als Vorbild für das erste „Franz-Neumann-Seminar“ (Nov. 2005) in Potsdam. 67 (2006), S. 43–44.
- Das Altarbild „Noli me tangere“ in der evangelischen Kapelle des Königsberger Doms. 68 (2006), S. 26–27.
- Erzwungene Wege. Berliner Ausstellung der Stiftung „Zentrum der Vertreibung“ im Jahre 2006. 68 (2006), S. 74–75.
- Zur Geschichte der Chirurgischen Universitätsklinik in Königsberg. 69 (2007), S. 20–22.
- Königsberg, Geburtsstätte der Augenheilkunde in Preußen um 1850–1875. 70 (2007), S. 53–55.
- Carl Gottfried Neumann – Zum 175. Geburtstag des Königsberger und Leipziger Mathematikers. 70 (2007) S. 55–56.
- Schuke-Orgel im „Königsberger Dom“ nach dem Vorbild der Mosengel-Orgel von 1721. Königsberger Bürgerbrief 71 (2008), S. 39–42.
- Die Geschichte des Friedensordens „Pour le Mérite“ im Blickwinkel der Königsberger Naturwissenschaften. 71 (2008), S. 56–59.
- Königin Luise-Ausstellung im Museum am Friedländer Tor in Königsberg. 72 (2008), S. 72–73.
- Aktueller denn je: Das wissenschaftliche Erbe des Königsberger Prussia-Museums. 73 (2009), S. 58–61.
- Das wissenschaftliche Erbe des Königsberger Prussia Museums – aktueller denn je. 73 (2009), S. 58–61.
- 60 Jahre Stadtgemeinschaft Königsberg: Königsberger Musikleben. Referat über die Ausstellung im Musée de la ville de Königsberg (de). 74 (2009), S. 48–53.
- Karl August Burow (de) (1809–1874). Ein verkannter Wegweiser der preußischen Chirurgie und Augenheilkunde. 74 (2009), S. 45–47.
- Das Hygiene-Institut zu Königsberg. 75 (2010), S. 24–27.
- Zeugnisse Königsberger Bernsteins in Paris und Göttingen. 76 (2010), S. 63–64.
- Karl Wilhelm von Kupffer (1829–1902) – Verbindungen zwischen dem Prussia Museum und R. Virchow Berlin. 76 (2010), S. 58–59.
- Königsberger Haffkrankheit (de). 76 (2010), S. 57.
- Die Hofapotheke zu Königsberg. 77 (2011), S. 53–55.
- Association pour la médecine scientifique (de). 78 (2011), S. 49–52.
- mit D. Hagen: Heinrich August Hagen. 78 (2011), S. 48–49.
- Die Universitätsfrauenklinik Königsberg. 79 (2012), S. 58–61.
- Die Gelehrten auf dem alten Neuroßgärter Friedhof (de). 80 (2012), S. 54–56.
- Königsberg ist meine Heimat – Nechama Drober. 80 (2012), S. 84–85.
- Die Blutsverwandtschaft zwischen Genf und Königsberg – Max Askanazy (de). 80 (2012), S. 52–53.
- Universitätskinderklinik Königsberg 1925–1945. 81 (2013), S. 44–47.
- Hatte Immanuel Kant einen wahren Freund? Vortrag im Dom zu Königsberg/Kaliningrad. 81 (2013), S. 48–51.
- Die Städtische Kinderklinik. Hommage an die Kinderärzte C. Falkenheim, H. Rau und O. Sprockhoff. 82 (2013), S. 28–31.
- Die Königsberger „Deutsche Auskunftei 1930“ der Nationalsozialisten mit Beiträgen zu Oskar Samter, Leo Borchardt (de) und Walter Simon (de). 83 (2014), S. 40–46 (Ergänzungen 84 (2014), S. 39–40)
- Rudolf Cohn (de) (1862–1938) Hochschullehrer und Kunstmäzen. 83 (2014), S. 44–45.
- Die Medizinische Klinik der Albertus-Universität. K84 (2014), S. 32–38.
- Carl Heinrich Hagen (de) (1785–1856). 85 (2015), S. 55–58.
- Julius Jacobson (de) (1828–1889). 85 (2015), S. 45–47.
- mit H. Kories und Chr. Neumann-Redlin: Wer war eigentlich Carl Gottfried Neumann? Grundwasser Bd. 20, Heft 2 (2015), S. 72–73.
- Von den Anfängen ostpreußischer Hausfrauenbünde bis zur Bezeichnung „Meisterin der Hauswirtschaft“. Teil I bis 1914. KB Nr. 86 (2015), S. 35–41.
- Elisabet Boehm (de) (1859–1943) und Helene Neumann (1874–1942): Wegbereiterinnen für den Beruf der „Hauswirtschaftslehre“. KB Nr. 86 (2015), S. 32–34.
- Von den Anfängen ostpreußischer Hausfrauenbünde bis zur Bezeichnung "Meisterin der Hauswirtschaft", Teil II 1914 – 1945. KB Nr. 87 (2016), S. 24–31.
- Olga Friedemann (1857–1935). Wegbereiterin der hauswirtschaftlichen Berufsausbildung zur "Meisterin der Hauswirtschaft". KB Nr. 87 (2016), S. 32–33.